# Sankt Pölten-Land
Sankt Pölten (tidigare Sankt Pölten-Land) är ett distrikt (Bezirk) i det österrikiska förbundslandet Niederösterreich. Dess huvudort är Sankt Pölten som dock inte ingår i distriktet då den är en stad med egen statut, det vill säga en stadskommun där stadsförvaltningen även sköter distriktsuppgifterna. 
Distriktet består av följande städer, köpingar och kommuner:
Städer
- Herzogenburg
- Neulengbach
- Pressbaum
- Purkersdorf
- Traismauer
- Wilhelmsburg

Köpingar

- Altlengbach
- Asperhofen
- Böheimkirchen
- Eichgraben
- Frankenfels
- Gablitz
- Hafnerbach
- Hofstetten-Grünau
- Kapelln
- Karlstetten
- Kirchberg an der Pielach
- Kirchstetten
- Maria Anzbach
- Markersdorf-Haindorf
- Mauerbach
- Michelbach
- Neidling
- Nußdorf ob der Traisen
- Ober-Grafendorf
- Obritzberg-Rust
- Prinzersdorf
- Pyhra
- Rabenstein an der Pielach
- Tullnerbach
- Wölbling

Landskommuner

- Brand-Laaben
- Gerersdorf
- Haunoldstein
- Inzersdorf-Getzersdorf
- Kasten bei Böheimkirchen
- Loich
- Neustift-Innermanzing
- Perschling
- Schwarzenbach an der Pielach
- Statzendorf
- Sankt Margarethen an der Sierning

Kommunerna i distriktet Sankt Pölten

- Stössing
- Weinburg
- Wolfsgraben